# Майоровка (приток Кумы)
Майоровка — река в России, протекает по Кондинскому району Ханты-Мансийского АО. Устье реки находится в 454 км по правому берегу реки Кума. Длина реки составляет 13 км.

## Данные водного реестра
По данным государственного водного реестра России относится к Иртышскому бассейновому округу, водохозяйственный участок реки — Конда, речной подбассейн реки — Конда. Речной бассейн реки — Иртыш.
Код объекта в государственном водном реестре — 14010600112115300017310.